# 합천 덕양제
합천 덕양재(陜川 德陽齋)는 대한민국 경상남도 합천군 쌍책면에 있는 조선시대의 건축물이다. 2015년 12월 3일 경상남도의 문화재자료 제612호로 지정되었다.
조수천(曺受天)의 자는 고초(古初), 호는 정와(靜窩)이고 본관은 昌寧으로 선생은 명종5년 경술(庚戌)10월에(1550년) 출생하였으며 조신천(曺信天) 자는 수초(守初)호는 정곡(靜谷)이고 본관은 昌寧으로 선생은 선조6년 계유(癸酉)9월에 (1573년)출생하였다. 조수천(曺受天),조이천(曺以天),조신천(曺信天)과 함께 덕양서원에 배향 되어있으며. 덕양서원을 1790년도에 건립하였으나 1868년에 서원 철폐령에 의거 훼철되었으며 그 이후 다시 덕양재를 건립하여 현재에 이르고 있으며 덕양재는 숭정기원후(崇禎紀元後)계유(癸酉)1933년에 중수한바 있다. 덕양재 건물의 배치는 남향으로 정면5칸 측면2칸의 납도리 5량가 맞배지붕으로 기둥은 원주이며 좌우측에는 방을 두고 중앙과 정면에는 마루로 배치되어 있으며 기둥초석은 자연석초석으로 되어 있다.

## 참고 자료
- 합천 덕양재 - 국가유산청 국가유산포털